# Владимир Върбанов
Владимир Друмев Върбанов е участник в Ботевата чета.

## Биография
Владимир Друмев Върбанов е роден в град Мачин около 1856 г. Той е един от най-младите участници в Ботевата чета. В списъците непосредствено след Освобождението е записан и като Тодоров. В някои архивни материали се отбелязва, че е починал на 67 години на 30 октомври 1918 г. в с. Кеманлар (сега гр. Исперих). Владимир Друмев е заловен с групата на Димитър Икономов край с. Литаково, Орханийско, на 27 май 1876 г. и откаран в Софийския затвор. Осъден е, но след това амнистиран. Той се връща в гр. Мачин и веднага започва с подготовката на чета от доброволци, която да участва в Сръбско-турската война през юни 1876 г. Впоследствие отново е арестуван от турските власти и след застъпничеството на известния тулчански чорбаджия Димитраки бей Теодоров е освободен. Владимир Друмев се включва като доброволец опълченец в Руско-турската освободителна война 1877 – 1878 г. След Освобождението през 1878 г., живее и работи като административен служител, писар в Мачин, Тутракан, София, Ново село (Провадийско), с. Аспарухово (Провадийско), Русе, Разград и накрая в с. Кеманлар, където умира съвсем сам, без семейство и потомство.